# Hans Heintze
Hans Heintze (* 4. Februar 1911 in Wehre, Niedersachsen; † 5. März 2003 in Bremen) war ein deutscher Kantor und Organist.

## Biografie
Heintze wuchs in Bremen auf, wo er am Alten Gymnasium sein Abitur erhielt. 1929 begann er ein altphilologisches Studium an der Universität Leipzig. Später wechselte er zum Kirchenmusikstudium an das Leipziger Konservatorium, das er bei Günther Ramin (Orgel) und Carl Adolf Martienssen (Klavier) absolvierte. Auch Fritz Reuter gehörte in Leipzig zu seinen Lehrern.
1930 wurde er ständiger Vertreter des Thomasorganisten Ramin. Nach ersten Stationen als Kantor und Organist in Bad Oldesloe (1932–1934) und als Domkantor an der Sophienkirche in Dresden (1934–1939), folgte Heintze 1940 Günther Ramin als Organist der Thomaskirche in Leipzig nach. Dort war er, mit Unterbrechungen, bis 1948 tätig. Während seines Kriegsdienstes bei der Wehrmacht und der sowjetischen Kriegsgefangenschaft wurde Heintze durch Eberhard Bonitz (1941), Eduard Büchsel (1941/42), Beate Schmidt (1942/43), Günter Metz (1942, 1943/44), Christian Göttsching (1944), Christa Wildeis (1944–1949) und Ekkehard Tietze (1948/49) vertreten. Außerdem leitete er den Lehrergesangsverein in Leipzig.
Ab 1949 war er zunächst Kirchenmusiker in St. Johannis in Lüneburg und 1955 Professor an der Staatlichen Hochschule für Musik in Berlin. Heintze wurde 1958 als Nachfolger von Richard Liesche zum leitenden Kirchenmusiker und Domkantor am Bremer St. Petri Dom sowie zum Leiter des Bremer Domchores berufen. Er arbeitete mit dem Organisten Wilhelm Evers zusammen. Heintze wirkte bis 1975 am Bremer St. Petri Dom und schied dann aus Altersgründen aus, sein Amt wurde von Wolfgang Helbich übernommen. Zudem war Heintze an der Hochschule für Künste Bremen als Hochschullehrer tätig.
Er war verheiratet.

## Diskografie
- Johann Sebastian Bach: Matthäuspassion. Calig-Verlag, München 1987
- Chormusik zur Weihnacht. Dabringhaus + Grimm, Detmold; EMI-Electrola ASD, Köln 1984
- Vom ewigen Zauber barocker Orgeln. Deutsche Grammophon, Hamburg 1981
- Johann Sebastian Bach: Orgelwerke. Johannes Stauda, Kassel 1980/1981
- Festliche Musik zur Weihnachtszeit. Deutsche Schallplatten, Berlin 1978
- Wolfgang Amadeus Mozart: Requiem in d-moll KV 626. Sound-Star-Tonproduction, Steyerberg 1976
- Antonín Dvořák: Stabat mater, B 71. Sound-Star-Tonproduction, Steyerberg 1975
- Johann Pachelbel: Orgelwerke. Deutsche Grammophon, Hamburg 1967/1982